# Hypsipetes rufigularis
Hypsipetes rufigularis е вид птица от семейство Pycnonotidae. Видът е почти застрашен от изчезване.

## Разпространение
Видът е разпространен във Филипините.